# Lakeside City
Lakeside City è un centro abitato degli Stati Uniti d'America, situato nella contea di Archer dello Stato del Texas. Secondo il censimento del 2010 abitavano nella città 997 persone.

## Geografia fisica
Lakeside City è situato nella fascia nord-orientale di Archer County a 33°49′42″N 98°32′29″W (33.828326, -98.541512), lungo la riva meridionale del Lago di Wichita. É distante 17 miglia (27 km) da Archer City, il capoluogo di contea.
Secondo l'Ufficio del censimento degli Stati Uniti d'America la città ha un'area totale di 0.62 miglia quadrate (1.6 km²), costituiti completamente dalla terra ferma. È compresa nella Wichita Falls Metropolitan Statistical Area.

## Società

### Evoluzione demografica

#### Censimento del 2008
Secondo il censimento del 2008, c'erano 1,048 persone, 353 nuclei familiari e 301 famiglie residenti nella città. La densità di popolazione era di 1,572.7 persone per miglio quadrato (603.1/km²). C'erano 366 unità abitative a una densità media di 585.0 per miglio quadrato (224.3/km²). La composizione etnica della città era formata dal 97.2% di bianchi, lo 0.30% di afroamericani, lo 0.30% di nativi americani, lo 0.10% di asiatici, lo 0.41 % di altre razze, e lo 0.61% di due o più etnie. Ispanici o latinos di qualunque razza erano il 1.63% della popolazione.
| Anno       | Popolazione | ±%     |
| ---------- | ----------- | ------ |
| 1970       | 187         | Note:  |
| 1980       | 515         | 175.4% |
| 1990       | 865         | 68.0%  |
| 2000       | 984         | 13.8%  |
| 2010       | 997         | 1.3%   |
| Stima 2015 | 981         | −1.6%  |

C'erano 353 nuclei familiari di cui il 36.8% aveva figli di età inferiore ai 18 anni, il 75.6% erano coppie sposate conviventi, il 7.1% aveva un capofamiglia femmina senza marito, e il 14.7% erano non-famiglie. Il 10.5% di tutti i nuclei familiari erano individuali e il 4.8% aveva componenti con un'età di 65 anni o più che vivevano da soli. Il numero di componenti medio di un nucleo familiare era di 2.79 e quello di una famiglia era di 3.02.
La popolazione era composta dal 26.1% di persone sotto i 18 anni, il 6.4% di persone dai 18 ai 24 anni, il 24.6% di persone dai 25 ai 44 anni, il 30.5% di persone dai 45 ai 64 anni, e il 12.4% di persone di 65 anni o più. L'età media era di 41 anni. Per ogni 100 femmine c'erano 100.8 maschi. Per ogni 100 femmine dai 18 anni in su, c'erano 97.6 maschi.
Il reddito medio di un nucleo familiare era di 67,162 dollari, e quello di una famiglia era di 61,875 dollari. I maschi avevano un reddito medio di 36,422 dollari contro i 31,146 dollari delle femmine. Il reddito pro capite era di 28,561 dollari. Circa l'1.3% delle famiglie e il 2.0% della popolazione erano sotto la soglia di povertà, incluso l'1.7% di persone sotto i 18 anni e l'1.7% di persone di 65 anni o più.

## Cultura

### Istruzione
L'intera comunità di Lakeside City è servita dalla Holliday Independent School District.

## Economia
Il tasso di disoccupazione a Lakeside City è del 3,80%. La recente crescita dei posti di lavoro è negativa: sono infatti diminuiti dello 0,58%.

## Costo della vita
Rispetto al resto del paese, il costo della vita a Lakeside City è dell'11.60% inferiore alla media degli Stati Uniti.

## Infrastrutture e trasporti
Il tempo medio del tragitto giornaliero è di 18 minuti. La media nazionale è di 25 minuti.

## Amministrazione
Il sindaco della comunità è Cory Glassburn, mentre l'amministratore dell'ingegneria e dei lavori pubblici è Sam Bownds.